# شارع باب البنات

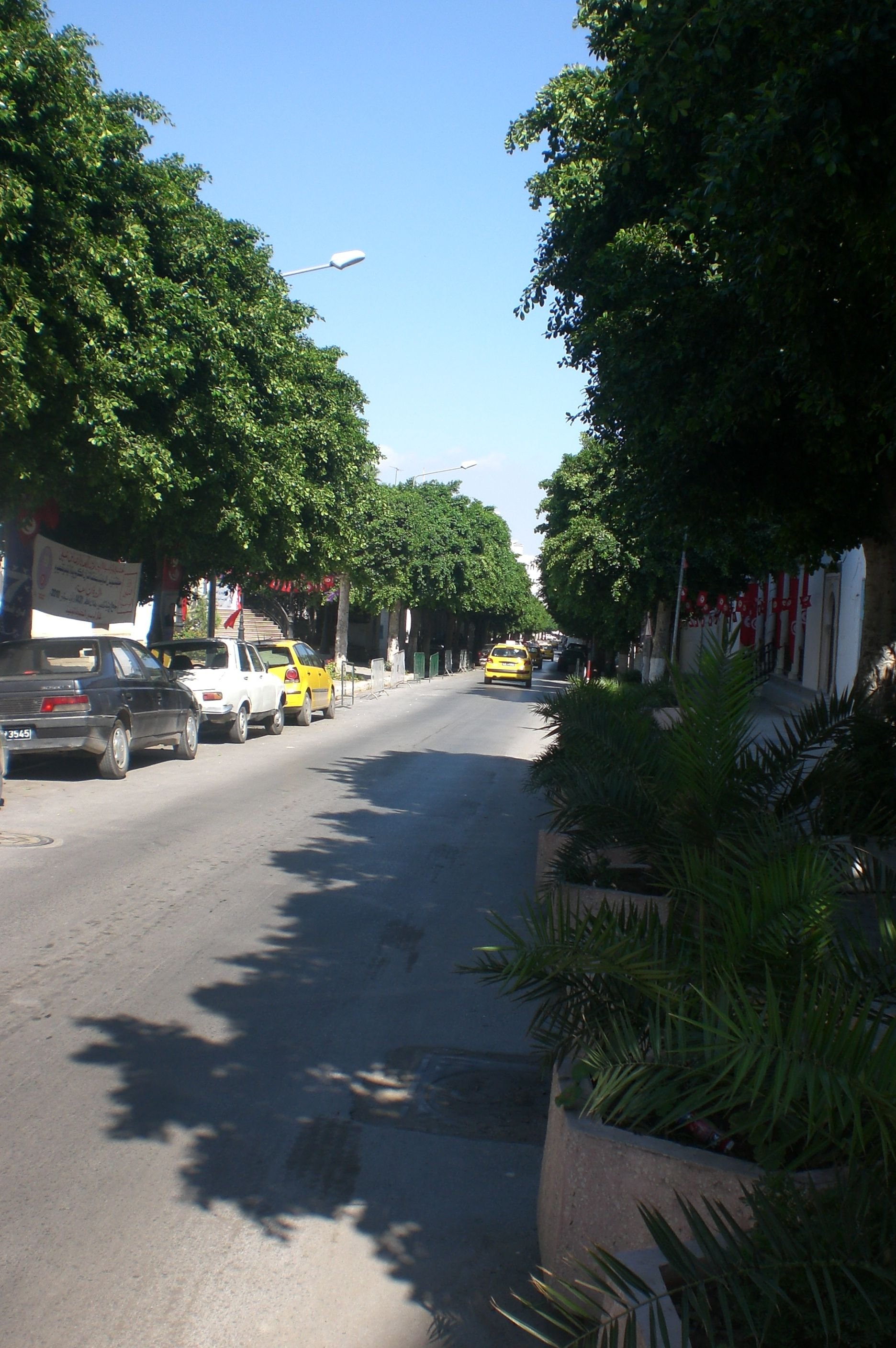
باب البنات بتونس

شارع باب البنات هو أحد شوارع مدينة تونس العتيقة، وينطلق من ساحة القصبة جنوبا إلى بداية شارع باب سويقة شمالا.

## موقعه
شارع باب البنات هو أحد ستة شوارع تشكل مع بعضها حلقة بيضوية الشكل حول المدينة العتيقة، وتقع على هذا الشارع عدة مؤسسات هامة، من بينها قصر العدالة ووزارات العدل وحقوق الإنسان، والشؤون الدينية، والتربية والتكوين. وتتركز في هذا الشارع عدة محاكم وما يرتبط بها من مكاتب المحامين، كما توجد به دار المحامي. كما توجد بهذا الشارع مقرات كل من الاتحاد الوطني للمرأة التونسية واتحاد المغرب العربي للمعاقين.

## تاريخ
مثله مثل الشوارع التي تحيط بالمدينة العتيقة كان هذا الشارع تاريخيا مجالا للتظاهر، من ذلك خلال أحداث أفريل 1938 إذ اندفع الجيش الفرنسي يوم 9 أفريل في شارعي باب المنارة وباب البنات ومنهما إلى باب السويقة ، للتصدي للطلبة الزيتونيين الذين توافدو إلى المكان للاحتجاج على إحالة الزعيم علي البلهوان على حاكم التحقيق بالمحكمة الفرنسية بـشارع باب البنات، ، وقد استشهد وجرح في ذلك اليوم عدد كبير من المتظاهرين  حتى أنه اختير عيدا للشهداء بعد الاستقلال.

## إشارات مرجعية
1. ↑  http://www.maghrebarabe.org/ar/ongs.cfm نسخة محفوظة 11 ديسمبر 2017 على موقع واي باك مشين. مقر اتحاد المغرب العربي للمعاقين
2. ↑  http://www.rcd.tn/independance/01_historique/01_liberation_06.htm معركة تحرير الوطن نسخة محفوظة 2017-11-07 على موقع واي باك مشين.
3. ↑  http://www.echaab.info.tn/pop_article.asp?Art_ID=10714%5Bوصلة+مكسورة%5D الانطلاق بمظاهرة نادى خلالها التونسيون ببرلمان تونسي
4. ↑  http://tunisiehistoire.blogspot.com/2007/04/1938.html في ذكرى أحداث أفريل 1938 نسخة محفوظة 2017-04-18 على موقع واي باك مشين.